# ドナ・クリスタネーロ
ドナ・クリスタネーロ（Donna Christanello）ことメアリー・アルフォンシ（Mary Alfonsi、1942年5月23日 - 2011年8月25日）は、アメリカ合衆国の元女子プロレスラー。ペンシルベニア州ピッツバーグ出身のイタリア系アメリカ人。国際プロレスに来日した際にはドナ・クリスティーヌと呼ばれていた。

## 経歴
ファビュラス・ムーラの下でトレーニングを積み、1963年にサウスカロライナ州でデビュー。
1970年、トニー・ローズと組み、NWA世界女子タッグ王座を獲得。1972年のスーパーボウル・オブ・レスリングにも出場し、サンディ・パーカー&デビー・ジョンソン組を破っている。
1973年、ジョイス・グレーブル&ビッキー・ウィリアムス組に敗れ王座陥落。
1974年11月、国際プロレスに初来日。最初のシリーズはウィリアムスとのタッグで小畑千代&佐倉輝美組が持つIWWA太平洋岸タッグ王座に挑戦した。2回目の来日は翌1975年5月にデイジー・メイとタッグ。
1980年代半ばよりWWFに活躍の場を移す。
1984年8月19日、WWFにて初めてとなるシングルマッチとしてスー・グリーンと対戦も敗れる。
1987年、サバイバー・シリーズにてセンセーショナル・シェリーのチームに加わる。
1991年の引退後はウォルマートに勤務していた。
2011年8月25日、心筋梗塞のため死去。

## 得意技
- アームロック
- ボディシザーズ
- レッグロック

## 獲得タイトル
- NWA世界女子タッグ王座 - w/トニー・ローズ